# Улица Блюхера (Казань)
Улица Блюхера (тат. Блюхер урамы, Blüxer uramı) — улица в Московском районе Казани. Названа в честь Василия Блюхера, советского военного, государственного и партийного деятеля.

## География
Начинаясь от улицы Энергетиков, пересекает улицы Низовая, Восход и заканчивается внутри квартала № 46 пересечением с безымянным проездом, повторяющим трассу бывшей Делегатской улицы.

## История
Улица возникла до революции на новой стройке Пороховой слободы, имея два параллельных названия: Малая Хижицкая и Гоголевская; чаще использовалось второе. Переименована в Батрацкую улицу протоколом комиссии Казгорсовета по наименованию улиц б/н от 2 ноября 1927 года, утверждённому 15 декабря того же года.
На 1939 год на улице имелись домовладения №№ 3–93/10 (с пропусками) по нечётной стороне и №№ 4–92 (с пропусками) по чётной стороне.
К середине 1950-х годов протяжённость улицы составляла 1,1 км; начинаясь от Большой Крыловки она пересекалась с улицами Перспективная, Украинская, Кишинёвская, Республиканская, Делегатская, Комиссарская и 12 Декабря.
Решением исполкома Казгорсовета № 413 от 14 июля 1961 года улице присвоено её современное название.
Застройка улицы многоквартирными домами началась в начале 1970-х годов; частная застройка в начале улицы просуществовала до начала 2000-х годов и была снесена в рамках программы ликвидации ветхого жилья.
После вхождения Пороховой слободы в состав Казани стала частью слободы Восстания, административно относившейся к 6-й городской части. После введения в городе деления на административные районы входила в состав Заречного (с 1931 года Пролетарского, с 1935 года Кировского, 1925–1935), Ленинского (1935–1973) и Московского (с 1973) районов.

## Примечательные объекты
- № 9 — жилой дом Казанского отделения Горьковской железной дороги.[19] Первый этаж этого дома в разное время занимали районный комитет Красного Креста, районный центр санэпиднадзора и пункт призыва на военную службу по контракту.[20][21][22]
- № 9а — детский сад № 107 (бывший «Звёздочка» ж/д станции Казань).[20][23]
- №№ 79, 81, 82, 83, 85 — жилые дома завода оргсинтеза.[24]
- № 81а — Республиканский центр социальной реабилитации слепых и слабовидящих.[25] Ранее в этом здании находился детский сад № 359 треста «Казаньхимстрой».[20]
- № 84 — бывшее общежитие завода оргсинтеза.[26]

## Транспорт
Общественный транспорт по улице не ходит. Ближайшие остановки общественного транспорта — «Блюхера» (автобус, на улице Восход), «Соловецких Юнг» (трамвай, на улице Энергетиков). Ближайшая станция метро — «Яшьлек».

## Известные жители
На улице в разное время проживали: заслуженный деятель науки и техники РТ Назиф Зиннатуллин, журналист и общественный деятель Альмира Адиятуллина (оба в доме № 4).